# Башкьой
Башкьой (на турски: Başköy, Николае Бълческу на румънски: Nicolae Bălcescu) е село в окръг Тулча, Румъния. Селото е част от Община Налбант, заедно с едноименното село Налбант и село Тръстеник и има 1306 жители (2002).

## География
Селото се намира на 109 километра от град Кюстенджа (Констанца) и на 30 км от град Тулча. Разположено е в равнината, равноотдалечено от Дунав и Черно море, което влияе и на климата му – мек континентален. Заема територия от 17 312 ha.
Освен със селско стопанство, селото е известно и с каменната кариера Башкьой, от която се добиват качествени материали за облицовки и скулптура.

## История
Първото наименование на селото – Данакьой, означава на турски „село на даначета (телета)“. Селото е сред най-старите в региона и включва няколко самостоятелни някога селца, създадени при турската колонизация на Добруджа през 17 век и след Кримската война (1854 г.). Първите заселници са татари. През Възраждането Башкьой е българско село, в което функционира българско училище и църква. След 1878 година, когато Северна Добруджа става част от Румъния, в селото се извършва колонизация от румънски семейства, пристигащи от околностите на Браила и Ръмнику Сърат. През 1900 година общият брой на жителите на селото е 1396 души, от които 1375 българи, а през 1913 година Башкьой е обитавано от 1550 българи. Нова вълна на колонизация селото претърпява през 1905 г., когато тук пристигат семейства от Бузъу, Ръмнику Сърат и Прахова. Колонистите получавали по 10 хектара земя за обработване. Последната вълна на колонизация е през 1925 година, когато в Башкьой идват 25 семейства от Нямц и Бакъу.
Запазени са сведения за дейността на училищната организация в Добруджа с протокол от 30 юли 1878, където се посочват имената на 16 местни български първенци, натоварени с уреждането на българските училища в Бабадагското окръжие. Стилиян Чилингиров пише през 1918 година:
| „ | Някои от тях [българските села в Добруджа] в културно отношение не само могат да се поставят непосредно след Тулча, но могат и да се смятат като културни средища, изиграли почти равнозначуща роля с тая на добруджанската столица. Като такива смело могат да се посочат селата Долно Чамурлии, Касапкьой, Башкьой и Черна, особено първите две села, които най-напред отхранват доморасли просветни деятели: попове и учители, поели скоро в ръцете си просветата почти на цяла централна Добруджа. Едно село само не им отстъпва в това отношение – с. Алмалии, което се е числяло в турско време повече към Силистра, отколкото към градовете на Северна Добруджа. | “ |

При избухването на Балканската война в 1912 година един човек от Башкьой е доброволец в Македоно-одринското опълчение.
След Крайовската спогодба от 1940 година по-голямата част от българските жители на селото се изселват в България.
В Башкьой се е родил големият български политик Димитър Петков. Съвременното село Николае Бълческу включва и някогашното село Башкьой (от турски – „Челно село“), което по-късно е прекръстено на „Принц Михай“, а след установяването на комунистическата власт през 1946 г. носи името на видния румънски писател Николае Бълческу.

## Личности
Родени в Башкьой
- Димитър Петков (1858 – 1907), виден български политик и публицист, кмет на София (1888 – 1893), председател на IV Велико народно събрание (1893), министър-председател на България (1906-1907);
- Колю Русев Христакев (1921 – 1945), български военен деец, подофицер, загинал през Втората световна война[5]
- Кральо Костов (1860 – 1921), деец на добруджанското освободително движение;
- Лазар Василев (1892 – ?), македоно-одрински опълченец, 1 рота на 10 прилепска дружина;[6]
- Кира Йорговяну Манцу (р. 22 септември 1948), арумънска активистка.[7][8]
- Тончо Николов Павлов, български военен деец, младши подофицер, загинал през Първата световна война[9]